# Aylin Daşdelen
Aylin Daşdelen (Provincia de Yozgat, Turquía, 1 de enero de 1982) es una levantadora de pesas turca, que en la categoría de hasta 53 kg consiguió ser subcampeona mundial en 2010.

## Carrera deportiva
En el Campeonato Mundial celebrado en Antalya (Turquía) ganó la medalla de plata en menos de 53 kg levantando un total de 211 kg, siendo superada por la china Chen Xiaoting que levantó 222 kg, y por delante de la dominicana Yuderqui Contreras con 206 kg.